# Paul Herwig
Paul Herwig (* 10. April 1970 in Berlin) ist ein deutscher Schauspieler.

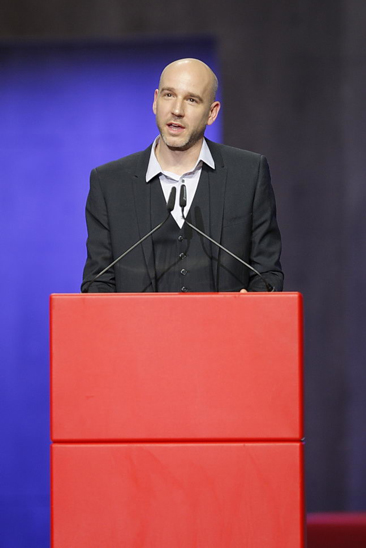
Faust Award – Best Actor 2010 – Paul Herwig

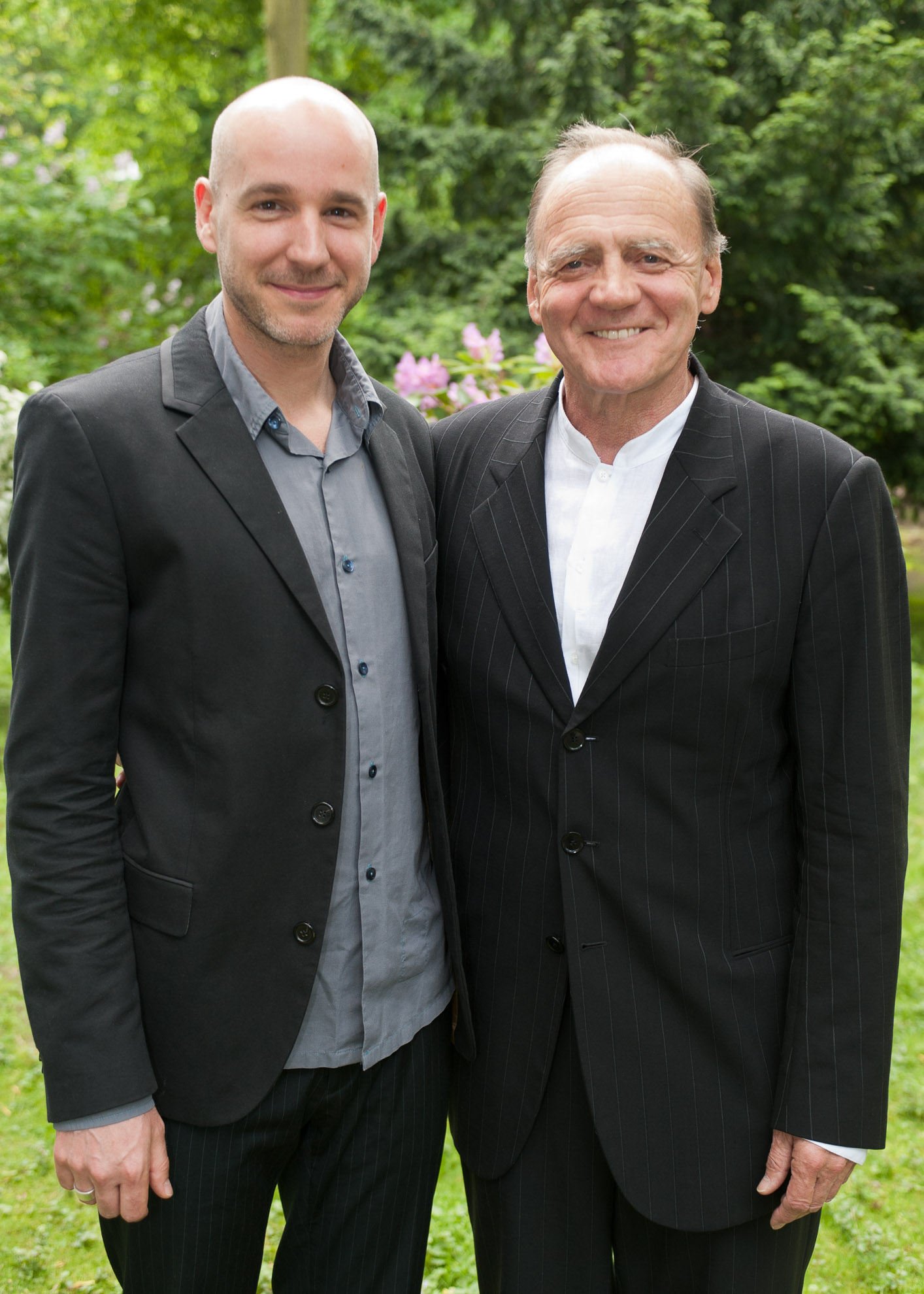
Paul Herwig mit Juror Bruno Ganz an der Alfred Kerr Award Ceremony 2010 in Berlin

## Leben
Paul Herwig wuchs in West-Berlin auf, wo er an der Königin-Luise-Stiftung 1989 sein Abitur machte. Schon in früher Jugend begann er Klavier und Schlagzeug zu spielen. Mit 14 Jahren wurde er für eine Episodenhauptrolle in der Serie Die Schwarzwaldklinik entdeckt. Nach dem Abitur erhielt er von 1990 bis 1994 seine Schauspielausbildung an der Hochschule für Musik und Theater Hannover. Nach Beendigung des Schauspielstudiums 1994 spielte er die Hauptrolle in dem dreiteiligen Fernsehfilm Die Tote von Amelung. Nach weiteren Engagements in Kino- und Fernsehfilmen wurde er von 1995 bis zum Jahr 2001 festes Ensemblemitglied am Residenztheater München. Er war dort unter anderem in Hauptrollen in den Stücken Der zerbrochne Krug, Clavigo, The Black Rider und Sommernachtstraum zu sehen. Im Anschluss wechselte er an die Münchner Kammerspiele unter der künstlerischen Leitung von Frank Baumbauer. Hier arbeitete er unter der Regie von Thomas Ostermeier, Johan Simons, Andreas Kriegenburg, Sebastian Nübling, Roger Vontobel, Luk Perceval und vielen anderen. Er spielte dort Hauptrollen u. a. in Don Karlos, Prinz Friedrich von Homburg und Kleiner Mann – was nun?. Von 2008 bis 2013 lebte Paul Herwig als freiberuflicher Schauspieler in London. Seit 2013 gehörte er zum Ensemble des Deutschen Schauspielhauses in Hamburg. Seit der Spielzeit 2022/23 ist er festes Ensemblemitglied des Berliner Ensembles.
Paul Herwig lebt mit seiner Familie in Berlin.

## Theaterrollen
Residenztheater München / Bayerisches Staatsschauspiel (Auswahl):
- 1995: Peer Gynt von H. Ibsen, Regie: Michael Bogdanov
- 1996: Die Kannibalen von George Tabori, Regie: Klaus Emmerich, Rolle: Ramaseder
- 1996: Der Clarisse-Komplex nach Robert Musil, Regie: Hans Neuenfels
- 1997: Der zerbrochne Krug von H. v. Kleist, Regie: Amélie Niermeyer, Rolle: Ruprecht
- 1997: Die Goldberg Variationen von G. Tabori, Regie: Klaus Emmerich
- 1998: Yvonne, die Burgunderprinzessin von Witold Gombrowicz, Regie: Amèlie Niermeyer, Rolle: Cyrill
- 1999: Clavigo von J. W. Goethe, Regie: Cornelia Crombholz, Rolle: Clavigo
- 1999: Karl Hetmann der Zwergriese von Frank Wedekind, Regie: Alexander Lang, Rolle: Walo Freiherr von Brühl
- 2000: The Black Rider von Burroughs / Waits / Wilson, Regie: Andreas Kriegenburg, Rolle: Wilhelm
- 2000: Die Kleinbürgerhochzeit von B. Brecht, Regie: André Wilms, Rolle: Der Bräutigam
- 2000: Der tollste Tag von Peter Turrini, Regie: Cornelia Crombholz, Rolle: Figaro
- 2001: Ein Sommernachtstraum von W. Shakespeare, Regie: Armin Petras, Rolle: Lysander

Münchner Kammerspiele (Auswahl):
- 2001: Dantons Tod von Georg Büchner, Regie: Lars-Ole Walburg, Rolle: Robespierre
- 2002: Der starke Stamm von Marieluise Fleisser, Regie: Thomas Ostermeier, Rolle: Hubert
- 2002: Sallinger von B. M. Koltes, Regie: Christina Paulhofer, Rolle: Leslie
- 2003: Anatomie Titus Fall of Rome von Heiner Müller nach Shakespeare, Regie: Johan Simons, Rolle: Lucius Andronicus, Einladung Theatertreffen 04
- 2004: Don Karlos von Friedrich Schiller, Regie: Sebastian Nübling, Rolle: Don Karlos
- 2004: Die Nibelungen von Friedrich Hebbel, Regie: Andreas Kriegenburg, Rolle: Volker der Spielmann, Einladung zum Theatertreffen 05
- 2005: Die Zehn Gebote nach Krzysztof Kieślowskis Dekalog, Regie: Johan Simons
- 2005: Vor Sonnenaufgang von Gerhart Hauptmann, Regie: Thomas Ostermeier, Rolle: Schimmelpfennig
- 2006: Monsun von Anja Hilling, Regie: Roger Vontobel, Rolle: Bruno
- 2006: Männer ein szenischer Liederabend von Franz Wittenbrink
- 2006: Drei Schwestern von A. Cechov, Regie: Andreas Kriegenburg, Rolle: Kulygin, Einladung zum Theatertreffen 07
- 2006: Der Prinz von Homburg von H. v. Kleist, Regie: Johan Simons, Rolle: Prinz von Homburg
- 2007: Die Familie Schroffenstein von H. v. Kleist, Regie: Roger Vontobel, Rolle: Jeronimus
- 2008: Furcht und Zittern von Händl Klaus, Regie: Sebastian Nübling, Rolle: Martin Kirchner
- 2009: Kleiner Mann – was nun? von Hans Fallada, Regie: Luk Perceval, Rolle: Pinneberg, Einladung zum Theatertreffen 2010
- 2010: Sommergäste / Nachtasyl von Maxim Gorki, Regie: Karin Henkel, Rolle: Rijumin / Schauspieler

Maxim Gorki Theater Berlin:
- 2008: Mefisto Forever von Tom Lanoye, Regie: Armin Petras, Rolle: Mefisto / Kurt Köpler
- 2008: Clavigo von J. W. Goethe, Regie: Roger Vontobel, Rolle: Clavigo

Schauspielhaus Bochum:
- 2010: Die Labdakiden von Sophokles, Aischylos und Euripides, Regie: Roger Vontobel, Rolle: Ödipus
- 2012: König Richard der Dritte von W. Shakespeare, Regie: Roger Vontobel, Rolle: Richard
- 2014: Einsame Menschen von G. Hauptmann, Regie: Roger Vontobel, Rolle: Johannes Vockerat

Schaubühne am Lehniner Platz:
- 2011: Edward II von Christopher Marlowe, Regie: Ivo van Hove, Rolle: Mortimer

Salzburger Festspiele:
- 2013: Ein Sommernachtstraum von William Shakespeare, Musik:  Felix Mendelssohn Bartholdy, Übersetzung und Regie: Henry Mason; Rolle: Nick Zettel / Pyramus
- 2014: Der Abschied von Walter Kappacher, Uraufführung, Monolog für einen Schauspieler, Regie: Nicolas Charaux

Schauspiel Köln:
- 2014: Ein Volksfeind von H. Ibsen, Regie: Roger Vontobel, Rolle: Stockmann

Ruhrtriennale 2018:
- 2018: Nordstadtphantasien von Schorsch Kamerun, Musiktheatrale Simulation einer urbanen Goldgräberstimmung, Rolle: Bobby Reich

Volksbühne Berlin:
- 2019: Das Bauhaus – Ein rettendes Requiem von Schorsch Kamerun, Musik Performance

Deutsches Schauspielhaus Hamburg:
- 2013: Alles Weitere kennen Sie aus dem Kino von Martin Crimp, Regie: Katie Mitchell, Rolle: Kreon
- 2014: SPAM von Roland Schimmelpfennig, Regie: Roland Schimmelpfennig, Rolle: Mann mit Lehm
- 2014: Onkel Wanja von Anton Tschechow, Regie: Karin Beier, Rolle: Astrow
- 2015: Glückliche Tage von Samuel Beckett, Regie: Katie Mitchell, Rolle: Willie
- 2015: Die Physiker von Friedrich Dürrenmatt, Regie: Sebastian Kreyer, Rolle: Newton
- 2016: Peer Gynt nach Henrik Ibsen, Regie: Simon Stone
- 2017: The Who and the What von Ayad Akhtar, Regie: Karin Beier, Rolle: Eli
- 2018: Schlafende Männer von Martin Crimp, Regie: Katie Mitchell, Rolle: Paul
- 2019: Anatomie eines Suizids von Alice Birch, Regie: Katie Mitchell, Rolle: Hans/John

## Filmografie
Film- und Fernsehen (Auswahl):
- 1987: Das Traumschiff (Fernsehreihe, Folge Mexiko)
- 1984: Die Schwarzwaldklinik (Fernsehreihe, Folge Steinschlag), Regie: Hans-Jürgen Tögel
- 1990: Mich will ja keiner, Regie: Sigi Rothemund
- 1993: Frankie, Jonny und die Anderen, Regie: Hans-Erich Viet
- 1995: Die Tote von Amelung (Fernsehdreiteiler), Regie: Hajo Gies
- 1994: Die Unbestechliche (Fernsehserie, eine Folge), Regie: Franz Peter Wirth
- 1995: Neulich am Deich (Kurzfilm), Regie: Janek Rieke
- 1996: Und tschüss! Auf Mallorca, Regie: Karsten Wichniarz
- 1996: Und morgen fängt das Leben an, Regie: Anno Saul
- 1996: Ein Fall für Zwei (Fernsehserie, Folge Auf Sand gebaut), Regie: Kai Borsche
- 1997: Hannah, Regie: Reinhard Schwabenitzky
- 1997: Alte Liebe, alte Sünde, Regie: Anno Saul
- 1997: Dumm gelaufen
- 1997: Hure (Kurzfilm), Regie: Florian Gallenberger
- 1998: Die Bubi-Scholz-Story, Regie: Roland Suso Richter
- 1998: Der Laden (Fernsehdreiteiler), Regie: Jo Baier
- 1998: Alles wieder still (Kurzfilm), Regie: Benjamin Heisenberg
- 1998: In den Süden (Kurzfilm), Regie: Florian Iwersen
- 1999: Eine schräge Familie, Regie: Jan Ruzicka
- 2000: Abschied. Brechts letzter Sommer, Regie: Jan Schütte
- 2003: Mein Name ist Bach, Regie: Dominique de Rivaz
- 2003: Leben wäre schön, Regie: Kai Wessel
- 2004: Kammerflimmern, Regie: Hendrik Hölzemann
- 2005: Sophie Scholl – Die letzten Tage, Regie: Marc Rothemund
- 2007: Kommissarin Lucas – German Angst, Regie: Thomas Berger
- 2010: Liebe vergisst man nicht, Regie: Matthias Tiefenbacher
- 2012: Titanic: Blood and Steel (Fernsehserie, 4 Folgen), Regie: Ciaran Donnelly
- 2013, 2018: Der Alte (Fernsehserie, verschiedene Rollen, zwei Folgen)
- 2013, 2018: SOKO Leipzig (Fernsehserie, verschiedene Rollen, zwei Folgen)
- 2014: Vergiss mein Ich, Regie: Jan Schomburg
- 2015: Tod eines Mädchens (Fernsehzweiteiler), Regie: Thomas Berger
- 2017: Tatort: Wacht am Rhein (Fernsehreihe), Regie: Sebastian Ko
- 2017: Nord Nord Mord – Clüver und der König von Sylt (Fernsehreihe)
- 2017: Neben der Spur – Dein Wille geschehe (Fernsehreihe), Regie: Anno Saul
- 2018: Letzte Spur Berlin (Fernsehserie, Folge Lebensretterin)
- 2018: SOKO Wismar (Fernsehserie, Folge Taxi Blues)
- 2023: Der Kommissar und der See – Narrenfreiheit (Fernsehreihe)
- 2023: Tatort: Murot und das Paradies

## Hörspiele
- 2006: Rafik Schami: Die dunkle Seite der Liebe (4 Teile) – Regie: Claudia Johanna Leist (Hörspiel – WDR)
- 2014: Joachim Ringelnatz: Als Mariner im Krieg – Regie: Harald Krewer (Hörspiel – NDR/DKultur)

## Auszeichnungen
- 1998: Staatlicher Förderpreis des Landes Bayern für Darstellende Kunst
- 1999: Teil des Darstellerteams, für das stellvertretend Martin Benrath den Adolf-Grimme-Preis mit Gold für Der Laden bekam
- 2000: Förderpreis des Vereins der Freunde des Bayerischen Staatsschauspiels
- 2010: Alfred-Kerr-Darstellerpreis für Kleiner Mann – was nun?
- 2010: 3sat Theaterpreis mit Annette Paulmann für Kleiner Mann – was nun? beim Berliner Theatertreffen
- 2010: Schauspieler des Jahres in der Kritikerumfrage der Zeitschrift Theater heute
- 2010: Deutscher Theaterpreis Der Faust für die darstellerische Leistung als Johannes Pinneberg in Hans Fallada's Kleiner Mann – was nun?